# Segédkönyvek a Magyar Irodalomtörténet Oktatásához
A Segédkönyvek a Magyar Irodalomtörténet Oktatásához egy 20. század eleji magyar iskolai kézikönyvsorozat volt. Az egyes kötetek Traub B. és Társa kiadásában jelentek meg Szegeden 1902–1903-ban, és a következők voltak:
- 1. szám. Vajda Gyula dr. Petőfi élete. Költeményeiből összeállította, bevezette és magyarázta –. (120 l.) 1902.
- 2. szám. Kossuth Lajos. (Szemelvények Kossuth Lajos műveiből) Születésének századik évfordulójára. Bevezette és magyarázta Jászai Rezső dr. (A magyar politikai irodalom első kötete) (79 l.) 1902.
- 3. szám. Zrínyi Miklós gróf. Szigeti veszedelem. Bevezette és magyarázta Singer Kornél. (142 l.) 1903.
- 4. szám. Jósika Miklós báró. (Válogatott részek az „Abafi”-ból) A magyar regényirodalom I. füzete. Szerkesztette, bevezette és magyarázta Madzsar Gusztáv. (77 l.) 1902.
- 5. szám. Mikes Kelemen. (Válogatott törökországi levelek) Bevezette és magyarázta Jaskovics Ferenc. (132 l.) 1902.
- 6. szám. Petőfi Sándor elbeszélő költeményei. (Románcok, balladák és János vitéz) Bevezette és magyarázta Kapossy Lucián dr. (99 l.) 1903.
- 7. szám. Madách lírája és az ember tragédiája. Bevezette és magyarázta Becke Hugó. (136 l.) 1903.
- 8. szám. Kisfaludy Sándor. Szemelvények Himfy szerelmeiből és a Regék-ből. Bevezetéssel és magyarázatokkal ellátta Toncs Gusztáv. (8. 6 l.) 1903.
- 9. szám. Szónoki művek. Szemelvények Kölcsey Ferenc, Eötvös József és Gyulai Pál beszédeiből. Szerkesztette, bevezette és magyarázta Vajda Gyula. (140 2 l.) 1903.
- 10. szám. Kisfaludy Károly vígjátékai. Bevezette és magyarázta Divényi Gyula. (88. 2 l.) 1903.